# Ляхович, Игорь Альбертович
Игорь Альбертович Ляхович (22 апреля 1968—7 февраля 1989) — советский военнослужащий, комсомолец, участник Афганской войны 1979—1989 годов; считается последним погибшим советским воином в этой войне.

## Биография
Родился 22 апреля 1968 года в городе Донецке Ростовской области. Отец — Альберт Николаевич, мать — Валентина Михайловна.
Получил среднетехническое образование, окончив Ростовский электротехнический техникум (РЭТТ).
Работал электриком на Донецком экскаваторном заводе.
7 мая 1987 года был призван в Советскую армию ВС СССР Донецким ГВК Ростовской области. В ноябре того же года направлен в Афганистан. В звании гвардии рядового (по иногда встречающимся неправильным данным — младшего сержанта) был сапёром в составе инженерно-сапёрной роты, позднее — стрелком в разведроте (командир старший лейтенант Овчинников) 345-го гвардейского отдельного парашютно-десантного полка.
Погиб 7 февраля 1989 года на перевале Саланг близ кишлака Калатак. Трое суток его везли на броне БМП. После преодоления Саланга, в Пули-Хумри, тело перегрузили на вертолёт и отправили в Советский Союз.
Художники Ю. В. Тентин и Н. А. Червоткин создали плакат «Я вернулся, мама…», основой для которого послужила серия фотографий февраля 1989 года, на одной из которых запечатлено завёрнутое в солдатское одеяло тело стрелка второго батальона 345 опдп (в/ч 53701) Игоря Ляховича, погибшего в дни вывода из Афганистана советских войск. Свидетелем его гибели стал журналист Артём Боровик, который сделал снимок погибшего Игоря Ляховича на броне БМП и так прокомментировал это в своём интервью газете «Собеседник» в 1989 году (позже это интервью привёл в своей книге «Артём» его отец — Генрих Боровик):

Дело было так. Передав 43-ю заставу афганскому батальону, ребята оседлали свои БМП и приготовились к трудному, почти 15-часовому переходу через Саланг. Взревели движки, и потому, быть может, выстрела-то никто четко не расслышал. Просто один солдат, запрокинув голову, словно разглядывал что-то на вечернем небе, вдруг стал валиться на бок: пуля прошла через шею навылет. Минут через сорок он скончался, так и не приходя в сознание… Конечно, кто-то должен был стать последним советским солдатом, павшим в Афганистане. 7 февраля 1989 года, за несколько дней до окончания войны, младший сержант Игорь Ляхович взял это на себя. Его застывшее тело завернули в одеяло, положили на промерзшую броню БМП и так везли до самой границы…
С почестями был похоронен на центральном кладбище в Донецке.

## Награды
- Награждён орденом Красной Звезды (посмертно) и другими наградами, в числе которых медаль «За отвагу».

## Память
- В Донецке квартал, где жил Игорь Ляхович, назван его именем. На доме, где он жил, установлена мемориальная доска.
- На памятнике воинам-героям в Донецке выбито имя Ляховича. В городском музее имеются материалы и экспонаты, посвящённые ему.
- Игорь Ляхович упоминается в книге Родрика Брейтвейта «Afgantsy. The Russians in Afghanistan, 1979—1989».

Стенд в музее.
Витрина в музее.
Мемориальная доска на доме.